# Alémont
Alémont est une ancienne commune de la Moselle rattachée à Saint-Jure en 1813.

## Géographie
Le village est situé au nord-est de Saint-Jure.

## Toponymie
- 1793 : Allemont.
- 1801 : Olémont.

## Histoire
Le village est mentionné en 1194. Elle a pour annexe paroissiale le village de Vigny.
La commune d’Alémont fait partie du district de Metz en 1793 et de l’arrondissement de Metz en 1801. La commune passe du canton de Goin en 1793 à celui de Verny en 1801. Alémont est réunie à Saint-Jure en 1813 avec Ressaincourt.

## Démographie
| 1793 | 1800 | 1806 |
| ---- | ---- | ---- |
| 165  | 126  | 133  |

## Lieux et monuments
- Église Saint-Hubert : chœur 1518 ; croix et statue XVe siècle.

## Personnalités liées à la commune
- Jean Damien (1774-1828), maréchal des logis chef, chevalier de la Légion d’honneur (1813), né à Alémont[2].